# Ján Púll
Ján Púll (2. července 1914 Myjava – 22. prosince 1988 Praha) byl slovenský a československý politik Komunistické strany Slovenska, ve 40. a 50. letech člen Sboru pověřenců (v letech 1950-1954 jeho 1. místopředseda), poslanec Prozatímního Národního shromáždění, Ústavodárného Národního shromáždění a Národního shromáždění ČSR.

## Biografie

### Mládí a politická činnost v odboji
Působil jako právník. Za druhé světové války se podílel na odboji. Byl účastníkem Slovenského národního povstání. Ještě před povstáním se stal členem odbojové Slovenské národní rady za komunisty. A zastával posty v povstaleckém Sboru pověřenců. V 1. Sboru pověřenců to byla funkce pověřence pro věci hospodářské a zásobovací (společně s Jánem Ursínym), ve 2. Sboru pověřenců byl zástupcem Jána Ursínyho na tomto postu.

### Politická činnost v letech 1945-1948
Ve vysokých politických funkcích se udržel i po skončení války. V 3. Sboru pověřenců na osvobozeném území Slovenska byl pověřencem vnitra (společně s Štefanem Kočvarou). V následném 4. Sboru pověřenců přešel na post pověřence pro průmysl, živnosti a zásobování (společně s Peterem Zaťkem). Na této funkci setrval až do roku 1947 i v 5. Sboru pověřenců, 6. Sboru pověřenců a 7. Sboru pověřenců (oficiálně pověřenec pro průmysl a obchod). Svůj post využíval k posilování socializačních tendencí v slovenské ekonomice. Ačkoliv se na celostátní úrovni komunisté koncem roku 1945 zavázali, po schválení rozsáhlého znárodnění, že již nebudou žádat další znárodňovací posuny, Púll fakticky tento slib na Slovensku porušoval, respektive aplikoval politiku nevydávání nových živnostenských koncesí a oprávnění. V říjnu 1947 podal spolu s dalšími komunistickými pověřenci demisi v rámci eskalace tlaku KSS na změnu silových poměrů ve Sboru pověřenců. V rekonstruovaném 8. Sboru pověřenců byl potom pověřencem sociální péče.
V srpnu 1945 byl delegáty národních výborů zvolen za poslance Slovenské národní rady. Zasedal zde do roku 1946.

### Politická činnost po únoru 1948
Ve funkcích se udržel i po únorovém převratu v roce 1948. Během samotného převratu převzal spolu s dalšími komunistickými politiky vedení jednoho z pověřenctví poté, co dosavadní pověřenec podal v rámci vlny demisí nekomunistických ministrů rezignaci. V prvním poúnorovém 9. Sboru pověřenců i 10. Sboru pověřenců byl od roku 1948 pověřencem financí. Během funkčního období 10. Sboru pověřenců přešel v květnu 1950 na post 1. místopředsedy Sboru pověřenců a tuto pozici zastával do konce funkčního období, tedy do roku 1954.
Na IX. sjezdu KSS v květnu 1950 měl projev o významu Slovenského národního povstání a byl zvolen do předsednictva ÚV KSS a hned poté se stal i místopředsedou Sboru pověřenců. IX. sjezd KSČ ho zvolil za člena Ústředního výboru Komunistické strany Československa.
Dlouhodobě byl rovněž členem nejvyššího zákonodárného sboru Československa. V letech 1945–1946 jako poslanec Prozatímního Národního shromáždění za KSS. Po parlamentních volbách v roce 1946 se stal poslancem Ústavodárného Národního shromáždění, opět za KSS. Ve volbách do Národního shromáždění roku 1948 se stal poslancem Národního shromáždění za KSS zvoleným ve volebním kraji Bratislava. Mandát si podržel až do voleb v roce 1954.

### Konec politické kariéry
Jeho kariéra skončila náhle roku 1954. Tehdy skončil na postu 1. místopředsedy Sboru pověřenců i poslance Národního shromáždění. Důvodem byla aféra okolo analýzy nazvané Rezoluce o situaci v rozvoji strojírenství na Slovensku, kterou v únoru 1954 odsouhlasilo předsednictvo ÚV KSS. V materiálu se kritizovaly některé chaotické a nereálné projevy budování těžkého průmyslu na Slovensku a jako východisko se zmiňovalo zřízení slovenského ústředí pro plánování tohoto průmyslového odvětví. Na zprávu ale ostře reagoval politický sekretariát celostátního ÚV KSČ, který ji označil za projev slovenského separatismu a buržoazního nacionalismu. Vzhledem k tomu, že v této době právě vrcholil zmanipulovaný proces s buržoazními nacionalisty, v němž byla souzena skupina předních slovenských komunistů, se ÚV KSS od zprávy rychle distancoval a svůj post musel opustit předseda Slovenského plánovacího úřadu Július Bránik a místopředseda Sboru pověřenců Ján Půll.
Po svém odvolání z veřejných funkcí v roce 1954 žil v Praze.